# HD 79517
HD 79517，又名BD+74 393，SAO 6816、HR 3666，是一颗恒星，视星等为6.5，位于銀經138.66，銀緯35.89，其B1900.0坐标为赤經9h 9m 37s，赤緯+74° 35.89′ 12″。